# Independência de contexto
A independência do contexto é uma condição na física teórica que exige que as equações definidoras de uma teoria sejam independentes da forma real do espaço-tempo e do valor de vários campos dentro do espaço-tempo. Em particular, isso significa que deve ser possível não se referir a um sistema de coordenadas específico – a teoria deve ser livre de coordenadas. Além disso, as diferentes configurações do espaço-tempo (ou contextos) devem ser obtidas como diferentes soluções das equações subjacentes.

## Descrição
A independência do contexto é uma propriedade vagamente definida de uma teoria da física. Grosso modo, limita o número de estruturas matemáticas usadas para descrever o espaço e o tempo que são colocadas "à mão". Em vez disso, essas estruturas são o resultado de equações dinâmicas, como as equações de campo de Einstein, para que se possa determinar, a partir dos primeiros princípios, que forma elas devem assumir. Uma vez que a forma da métrica determina o resultado dos cálculos, uma teoria com base independente é mais preditiva do que uma teoria sem ela, uma vez que a teoria requer menos entradas para fazer suas previsões. Isso é análogo a desejar menos parâmetros livres em uma teoria fundamental.
Portanto, a independência do contexto pode ser vista como uma extensão dos objetos matemáticos que devem ser previstos pela teoria para incluir não apenas os parâmetros, mas também as estruturas geométricas. Resumindo isso, Rickles escreve: "As estruturas do contexto são contrastadas com as dinâmicas, e uma teoria independente do contexto possui apenas o último tipo - obviamente, as teorias dependentes do contexto são aquelas que possuem o primeiro tipo além do último tipo."
Na relatividade geral, a independência do contexto é identificada com a propriedade de que a métrica do espaço-tempo é a solução de uma equação dinâmica. Na mecânica clássica, este não é o caso, a métrica é fixada pelo físico para coincidir com as observações experimentais. Isso é indesejável, pois a forma da métrica afeta as previsões físicas, mas não é prevista pela teoria.

## Manifestar independência do contexto
Manifestar independência do contexto é principalmente uma exigência estética e não física. É análogo e intimamente relacionado a exigir na geometria diferencial que as equações sejam escritas de uma forma que seja independente da escolha de gráficos e incorporações de coordenadas. Se um formalismo independente do contexto estiver presente, ele pode levar a equações mais simples e elegantes. No entanto, não há conteúdo físico em exigir que uma teoria seja manifestamente independente do contexto – por exemplo, as equações da relatividade geral podem ser reescritas em coordenadas locais sem afetar as implicações físicas.
Embora manifestar uma propriedade seja apenas estético, é uma ferramenta útil para garantir que a teoria realmente tenha essa propriedade. Por exemplo, se uma teoria é escrita de maneira invariante de Lorentz manifestamente, pode-se verificar a cada passo para ter certeza de que a invariância de Lorentz é preservada. Tornar uma propriedade manifesta também deixa claro se a teoria realmente tem ou não essa propriedade. A incapacidade de tornar a mecânica clássica invariante de Lorentz manifestamente não reflete uma falta de imaginação por parte do teórico, mas sim uma característica física da teoria. O mesmo vale para tornar a mecânica clássica ou o eletromagnetismo independente do contexto.

## Teorias da gravidade quântica
Devido à natureza especulativa da pesquisa da gravidade quântica, há muito debate quanto à implementação correta da independência do contexto. Em última análise, a resposta deve ser decidida por experimento, mas até que os experimentos possam investigar os fenômenos da gravidade quântica, os físicos precisam se contentar com o debate. Abaixo está um breve resumo das duas maiores abordagens da gravidade quântica.
Os físicos estudaram modelos da gravidade quântica tridimensional (3D), que é um problema muito mais simples do que a gravidade quântica quadridimensional (4D) (isso ocorre porque em 3D, a gravidade quântica não possui graus de liberdade locais). Nesses modelos, há amplitudes de transição diferentes de zero entre duas topologias diferentes, ou seja, a topologia muda. Este e outros resultados semelhantes levam os físicos a acreditar que qualquer teoria da gravidade quântica consistente deve incluir a mudança da topologia como um processo dinâmico.

## Teoria das cordas
A teoria das cordas é geralmente formulada com a teoria das perturbações em torno de um contexto fixo. Embora seja possível que a teoria definida desta forma seja localmente invariante, se assim for, não é manifesto e não está claro qual é o significado exato. Uma tentativa de formular a teoria das cordas de maneira manifestamente independente do contexto é a teoria de campo das cordas, mas pouco progresso foi feito em sua compreensão.
Outra abordagem é a conjecturada, mas ainda não comprovada, dualidade AdS/CFT, que se acredita fornecer uma definição completa e não perturbativa da teoria das cordas em espaços-tempos com assintóticas anti-de Sitter. Se assim for, isso poderia descrever um tipo de setor de superseleção da suposta teoria independente do contexto. Mas ainda estaria restrita a espaços assintóticos anti-de Sitter, o que discorda das observações atuais do nosso Universo. Ainda falta uma definição completa, que não é perturbativa, da teoria em contextos do espaço-tempo arbitrários.
A mudança de topologia é um processo estabelecido na teoria das cordas.

## Gravidade quântica emloop
Uma abordagem muito diferente da gravidade quântica, chamada gravidade quântica em loop, não é perturbativa completamente e manifestamente independente do contexto: quantidades geométricas, como área, são previstas sem referência à assintóticas ou uma métrica do contexto (por exemplo, não há necessidade de assintóticas anti-de Sitter ou de uma métrica do contexto), apenas uma determinada topologia.